# Bahram II

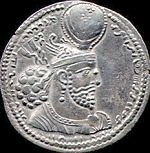
Munt met Bahram II.

Bahram II, ook wel Varahran of Vahram, was een Sjah van de Sassaniden. Hij regeerde het rijk van 276 tot 293. Hij was de zoon van Bahram I en kleinzoon van Sjapoer I. Hij werd opgevolgd door zijn zoon Bahram III.

## Biografie
Hij was nog een tiener toen zijn vader stierf. Zijn raadsman was de Zoroastristische priester Kartir. Kartir eenmaal aan de macht liet de profeet Mani opsluiten, die kort nadien zal sterven. 
Zijn broer Hormizd I Kushanshah, shah van het Kushana-Sassanidische Koninkrijk (Groot-Afghanistan) daagde rond 280 Bahram II uit over het leiderschap. In 283 maakte de Romeinse keizer Carus van de situatie gebruik om de verloren gegane provincie Mesopotamia te heroveren. Bij gebrek aan tegenstand kon hij zelf de hoofdstad Ctesiphon bereiken. Keizer Carus overleed plotseling en de Romeinen trokken zich terug. Met keizer Diocletianus sloot hij vrede en ook met zijn broer kwam hij overeen. Naar het eind van zijn leven keerde de rust in het rijk terug.